# Bob Brookmeyer
Bob Brookmeyer, narozen jako Robert Brookmeyer (19. prosince 1929, Kansas City, Missouri, USA – 15. prosince 2011, New London, New Hampshire, USA) byl americký jazzový pozounista, pianista, aranžér a hudební skladatel. Spolupracoval s mnoha hudebníky, mezi které patří i Stan Getz, Bill Evans, Gerry Mulligan, Jim Hall a další.